# Keita Hidaka
Keita Hidaka (født 19. februar 1990) er en japansk fodboldspiller, som spiller for den japanske fodboldklub Blaublitz Akita.